# Oshima-Halbinsel
Die Oshima-Halbinsel (japanisch 渡島半島 Oshima-hantō) ist der südlichste Teil der japanischen Insel Hokkaidō. Die Halbinsel wird im Westen vom Japanischen Meer begrenzt, im Osten vom Pazifischen Ozean.
Wo die Halbinsel beginnt, ist nicht genau definiert. Im Allgemeinen wird dazu eine Linie zwischen Suttsu am Japanischen Meer und Oshamambe an der Uchiura-Bucht (内浦湾 Uchiura-wan) gezogen. Dies entspricht ungefähr dem Gebiet der Unterpräfekturen Oshima und Hiyama. Das Terrain ist gebirgig und vulkanisch geprägt. Die wichtigsten Orte sind Hakodate, Hokuto, Esashi, Matsumae, Kikonai, Setana und Yakumo.
Zum südlichen Ende hin teilt sich die Oshima-Halbinsel in die nach Südwesten zeigende Matsumae-Halbinsel (松前半島 Matsumae-hantō) und die nach Südosten zeigende Kameda-Halbinsel (亀田半島 Kameda-hantō). Diese liegen gegenüber den Halbinseln Tsugaru und Shimokita auf der Hauptinsel Honshū jenseits der Tsugaru-Straße. Vor der Westseite der Halbinsel liegt die Insel Okushiri.